# Samobójstwo (książka)
Samobójstwo (ros. Самоубийство) – książka autorstwa Wiktora Suworowa z 2000 roku.
W książce autor rozważa motywy i przyczyny które skłoniły Hitlera do ataku na Związek Radziecki, który skończył się ostatecznie klęską III Rzeszy i samobójstwem jej wodza. Porównuje wielkość sił zbrojnych oraz gospodarkę obu państw. Dokonuje też porównania najwyższej kadry dowódczej III Rzeszy i ZSRR. Nasuwają się wnioski, z których wynika, że Józef Stalin oraz jego dowódcy górowali intelektualnie nad Hitlerem i jego dowódcami, a sam najazd na Rosję był samobójczym dziełem szaleńca, który w żadnym razie nie mógł się powieść.